# NGC 4190
NGC 4190 је галаксија у сазвежђу Ловачки пси која се налази на NGC листи објеката дубоког неба.
Деклинација објекта је + 36° 38' 1" а ректасцензија 12h 13m 44,4s. Привидна величина (магнитуда) објекта NGC 4190 износи 12,8 а фотографска магнитуда 13,4. Налази се на удаљености од 3,135 милиона парсека од Сунца. NGC 4190 је још познат и под ознакама UGC 7232, MCG 6-27-30, CGCG 187-24, VV 104, KUG 1211+369, PGC 39023.